# Samonabíjecí pistole

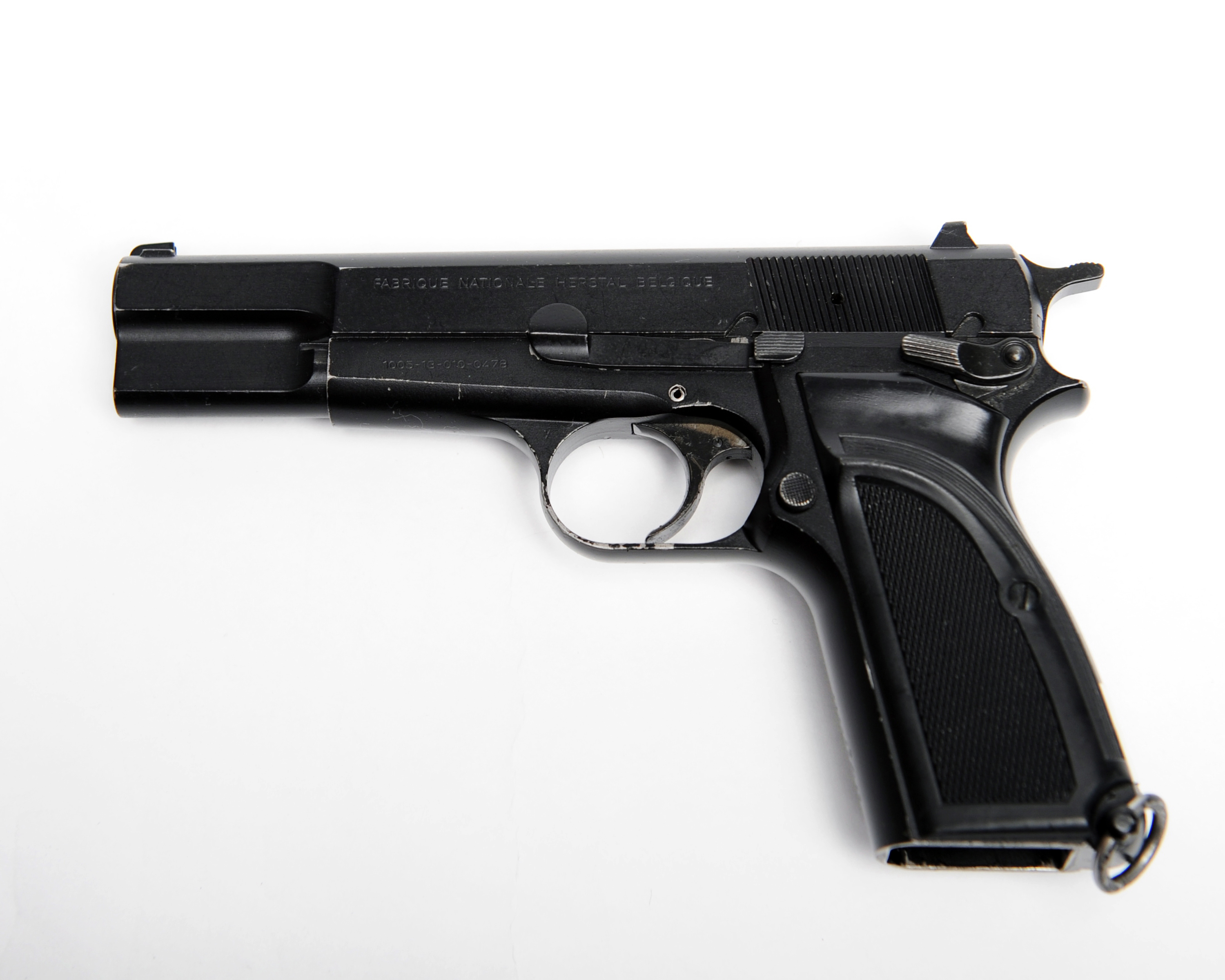
Browning Hi-Power ráže 9mm Luger

Princip funkce

Samonabíjecí nebo poloautomatická pistole je palná zbraň, ve které se uvolnění vystřelené nábojnice, opětovné nabití a napnutí bicího mechanismu odehrává účinkem prachových plynů. Samonabíjecí pistole neumožňuje více výstřelů na jedno stisknutí spouště. 
Princip samonabíjecích palných zbraní, jakými jsou i samonabíjecí pistole spočívá ve využití energie předchozího výstřelu na opětovné nabití a napnutí bicího mechanismu. Konstrukce takových zbraní neumožňuje více výstřelů na jedno stisknutí spouště.